# Лука Лимасол
Лука Лимасол (грч. Λιμάνι Λεμεσού), такође позната као Нова лука Лимасола, је највећа лука на Кипру, која се налази у Лимасолу.

## Локација
Лука се налази у источном Медитерану и сматра се једном од најпрометнијих лука у медитеранској транзитној трговини.

## Значај
Нова лука у Лимасолу је сада главна морска лука острва што је углавном резултат турске инвазије на Кипар 1974. године, остављајући луку Фамагуста унутар окупиране територије и недоступну. Кипар је етаблиран играч у бродарској индустрији. Лимасол је центар бројних глобалних бродских компанија. Већина острвског терета (увоз и извоз) се такође обавља у овој луци. У 2000. години обрађено је 3.589.000 тона терета, док је било око један милион долазака и одлазака путника (>90% укупног саобраћаја). Преко педесет међународних бродова за крстарење укључује Кипар у своје руте по Средоземном мору, што резултира великим делом путничког саобраћаја.

## Операције
Лука је способна за руковање пловилима до 250 m за вез у 14 m воде. Улази се кроз приступни канал који је дубок 15 m и широк 150 m између крајева два лукобрана. Године 2016. је приватизовала конзорцијуму који предводи Eurogate International за контејнерски терминал, док је DP World оператер вишенаменског путничког терминала.

## Хуманитарни центар
Лука је више пута служила као тачка за евакуацију избеглица које беже од сукоба на Блиском истоку, а недавно су стотине хиљада грађана Европске уније и других грађана евакуисани из Либана.

## Стара лука и марина
Стара лука Лимасола је некада била главна лука Лимасола, између његове изградње (у садашњем облику) 1956. до испоруке Нове луке 1973. године. Његови првобитни темељи су постављени током британског Кипра крајем 19. века. До 1974. британска јединица поморских бродова РАФ 1153 била је стационирана у западном делу луке. Сада служи за рекреацију и као склониште за обалску стражу. Након архитектонског конкурса, направљени су планови за реновирање подручја и његово претварање у функционалнији центар за разоноду. Из тог разлога је Стара лука званично затворена и пројекат је након извесних одлагања започет под именом Марина Лимасол 2010.